# Perpetual Desolation
Perpetual Desolation je druhé a zároveň poslední studiové album od norské kapely The Sins of Thy Beloved. Bylo nahráno v Sound Suite Studiu v září a říjnu 1999 a vydáno vydavatelstvím Napalm Records 20. června 2000.
Oproti prvnímu albu Lake of Sorrow je Perpetual Desolation je tvrdší, black metalovější, growling byl nahrazen spíše havraním krákoráním. Skladby jsou velmi pestré, často v nich dochází ke změnám rytmu a nálady. Vzniklá roztěkanost však vede k tomu, že skladby jsou hůře zapamatovatelné, žádná příliš nevyčnívá.
Bonusová skladba „World of Day“ je obsažena jen v rozšířené japonské edici.

## Seznam skladeb
Na albu se nacházejí:
1. „The Flame of Wrath“ – 9:49
2. „Forever“ – 6:55
3. „Pandemonium“ – 7:29
4. „Partial Insanity“ – 7:42
5. „Perpetual Desolation“ – 4:16
6. „Nebula Queen“ – 7:00
7. „The Mournful Euphony“ – 8:39
8. „A Tormented Soul“ – 4:20
9. „The Thing That Should Not Be“ – 6:05 (Metallica cover)
10. „World of Day“ – 6:25 (rozšířená edice)

## Sestava
Členové kapely zůstali stejní jako u prvního alba:
- Anita Auglend – zpěv
- Glenn Morten Nordbø – kytara, growling
- Arild Christensen – kytara, growling
- Ola Aarrested – baskytara
- Anders Thue – klávesy, klavír
- Ingfrid Stensland – klávesy
- Stig Johansen – bicí
- Pete Johansen – housle